# Var (cognom)
Var (en llatí Varus) era un cognomen romà emprat per diverses gens romanes.
Indicava, com molts altres cognoms romans, un defecte o peculiaritat física, en aquest cas tenir les cames doblades endins (varum distortis cruribus diu Horaci), i oposat a Valgus, el que tenia les cames doblades cap a fora.
El nom de "desastre de Var" es va donar a la greu derrota romana a la batalla del bosc de Teutoburg. El comandant de les forces romanes era Publi Quintili Var.